# Arnórsstaðahnjúkur
Arnórsstaðahnjúkur är en bergstopp i republiken Island. Den ligger i regionen Austurland, 300 km öster om huvudstaden Reykjavík. Toppen på Arnórsstaðahnjúkur är 636 meter över havet.
Trakten runt Arnórsstaðahnjúkur är nära nog obefolkad, med mindre än två invånare per kvadratkilometer. Det finns inga samhällen i närheten. Trakten runt Arnórsstaðahnjúkur består i huvudsak av gräsmarker.